# سانت بيترس (نوفا سكوشا)
سانت بيترس (بالإنجليزية: St. Peter's, Nova Scotia)‏ هي مستوطنة تقع في كندا في نوفا سكوشا. يقدر عدد سكانها بـ 2,634 نسمة ومساحتها 346.8 كم2 .

## أعلام
- ريتشي مان